# Vincent Poymiro
 (février 2022).
Si vous disposez d'ouvrages ou d'articles de référence ou si vous connaissez des sites web de qualité traitant du thème abordé ici, merci de compléter l'article en donnant les références utiles à sa vérifiabilité et en les liant à la section « Notes et références ».
Vincent Poymiro est un scénariste français. Il est entre autres cocréateur et coscénariste de la série télévisée Ainsi soient-ils, diffusée sur Arte depuis l’automne 2012.

## Biographie
Ancien élève du lycée Michel Montaigne à Bordeaux, il étudie les lettres dans cette même ville, puis le journalisme et le spectacle vivant, et à partir de 1998 l’écriture de scénario. Producteur au théâtre du Samovar, à Bagnolet, jusqu’en 2003, il est sélectionné, pour Tehilim, avec Raphaël Nadjari, en 2004, au 60e festival de Cannes puis crée avec David Elkaïm, la société Perpetual Soup.
Il obtient avec Arthur Harari le César 2022 du meilleur scénario original pour Onoda, 10 000 nuits dans la jungle.

## Filmographie
Cinéma
- 2001 : L'Attaque du camion de glaces de Brice Ansel (coscénariste)
- 2005 : Trois poches de David Elkaïm (court métrage, coscénariste)
- 2007 : Tehilim de Raphaël Nadjari (coscénariste)
- 2009 : Plein sud de Sébastien Lifshitz (coscénariste)
- 2012 : L'Hiver dernier de John Shank (coscénariste)
- 2012 : La Traversée d’Olivier Seror (court métrage, coscénariste)
- 2016 : Mobile Étoile de Raphaël Nadjari (coscénariste)
- 2021 : Onoda, 10 000 nuits dans la jungle d'Arthur Harari

Séries télévisées
- 2007 : Hénaut président de Michel Muller (coscénariste)
- 2012 : Ainsi soient-ils, 1re saison (coscénariste avec David Elkaïm)
- 2014 : Ainsi soient-ils, 2e saison (coscénariste avec David Elkaïm)
- 2015 : Ainsi soient-ils, 3e saison (coscénariste avec David Elkaïm)
- 2021 : En thérapie, 1re saison  (coscénariste avec David Elkaïm)

## Distinction
- César 2022 : Meilleur scénario original pour Onoda, 10 000 nuits dans la jungle